# Emanuel Schikaneder
Emanuel Schikaneder, døbt Johann Joseph Schikaneder, (1. september 1751 i Straubing i Bayern – 21. september 1812 i Wien) var en tysk-østrigsk skuespiller, sanger, digter, dramatiker, impresario, teaterdirektør og frimurer. 
Han er især kendt for at have skrevet librettoen til Wolfgang Amadeus Mozarts opera, Tryllefløjten (Die Zauberflöte), hvori han til uropførelsen sang partiet som Papageno.

## Liv
Emanuel Schikaneder blev uddannet ved jesuitergymnasiet i Regensburg, hvor han var en af de Regensburger Domspatzen, dvs. kordreng ved St. Peterskirken, domkirken.

## Familie
Flere medlemmer af Schikaneders familie var sangere:
- Urban Schikaneder (2. november 1746 i Regensburg – 11. april 1818) var bas og Emanuels storebror. Han arbejdede i en årrække i sin brors kompagni. Ved uropførelsen af Tryllefløjten sang han partiet som første præst.
- Anna Schikaneder (1767-1862 i Regensburg) (også kaldet Nanny eller "Nanette") var sopran og datter af Urban. Ved uropførelsen af Tryllefløjten sang hun partiet som første dreng.
- Karl Schikaneder (1770 i Freising-25. marts 1845 i Prag) var sanger, dramatiker, komponist og søn af Urban.

## Værker
Han skrev 55 teaterstykker og 44 librettoer til operaer og syngestykker.